# Serene Koong
Serene Koong (21 de septiembre de 1988) es una cantante, compositora y productora singapurense.
Ha ganado tres veces el Global Chinese Golden Chart Award, tres veces los Singapore Hit Awards, es ganadora de los Singapore Star Awards,  y de los Asian Academy Creative Awards. 
Reconocida por su voz emotiva y por escribir canciones exitosas, sus trabajos destacados incluyen 《幸福不难》, tema principal de la serie dramática de MediaCorp Channel 8 The Dream Makers , 《明知我爱你》, así como 《当世界只剩下我.一个人》que interpretó en los Global Chinese Awards en Beijing. 

## Carrera

### 2010 – 2012: inicios de carrera
En mayo de 2010, Soong lanzó su álbum debut "55:38:7", el cual contiene 10 canciones escritas por ella misma en mandarín. Con cada sencillo la cantante se posicionó en varios top 10 de estaciones radiales en Singapur y Malasia. Su sencillo más popular fue el titulado "明知 我 愛 你", el cual llegó al puesto 3 en el SI 93.3FM 醉心 龙虎榜. En colaboración con Jaycee Chan, Soong interpretó su canción "最好 的 我" en una versión R&B la cual superó el 1,5 millón de vistas en YouTube. También en 2010, la cantante recibió los premios "Newcomer" 最受欢迎 新人 奖" y "Meritorious Newcomer" 优秀 新人 奖", además de cuatro nominaciones por su canción titulada "明知 我 愛 你"..junto a artistas muy aclamadas como Tanya Chua.
Koong ha filmado dos anuncios con F&N Beverages, uno de los cuales incluía su canción original "Lala". También ha participado en la escritura y producción de temas musicales de películas y dramas, con temas grabados para New Beginnings (红白喜事) de MediaCorp -《在我左右》 y The Dream Makers (志在四方) – 《幸福不难, así como 《手中线》 para la película Love Cuts (割爱) protagonizada por Zoe Tay y el veterano actor de Hong Kong Kenny Ho (何家劲). En 2014, fue invitada como cantante principal en mandarín del tema principal, 网织同心 (Tejer con un corazón), del Desfile Chingay de Singapur 2014, que se presentó en el desfile con Lee Wei Song como director musical.
Hizo su debut en marzo de 2012 en Taiwán con el álbum《聲.體.輿言》, distribuido por Warner Music Taiwan聲.體.與言 | 華納線上音樂雜誌. Ese mismo año, tocó en su primer concierto en solitario como una de las artistas destacadas de: music en el Festival Huayi de Esplanade.  Que incluyó cantautores taiwaneses de alto perfil como Waa Wei y Summer Lei.

### 2013: sencillo multipremiado "幸福不难"
En 2013, escribió, produjo e interpretó el tema principal, 《幸福不難》 (La felicidad no es difícil) para la exitosa serie dramática del 50 aniversario de MediaCorp Channel 8, TV The Dream Makers. 《幸福不難》 se convirtió en un gran éxito cuando la serie se estrenó y elevó el perfil de Koong como artista musical, compositora y productora de Singapur en ascenso, ya que la serie dramática también presentó el trabajo de Tanya Chua (十万毫升泪水) como tema secundario.
Ese año, Koong fue nombrada "Artista femenina más descargada" por MeRadio en los Singapore Hit Awards (第十八屆新加坡金曲獎) por la canción 《幸福不难》 (cuyo artista masculino ganador fue el popular cantante taiwanés Alien Huang. La 18ª edición de los Singapore Hit Awards se celebró en el Centro de Convenciones Suntec y contó con la presencia de artistas regionales como Karen Mok y Will Pan. Koong estuvo entre los artistas de Singapur que ganaron premios esa noche, entre ellos JJ Lin, Derrick Hoh, Koong y Olivia Ong . 
The Dream Makers fue una de las series dramáticas más populares en 2014 con un total de 19 nominaciones en los Star Awards y contó con un elenco repleto de estrellas que incluía a Zoe Tay, Rui En, Jeanette Aw, Chen Liping, Rebecca Lim, Chen Hanwei y Desmond Tan. Se convirtió en la mayor ganadora de los Star Awards 2014 con un total de 9 premios, incluido "Mejor Serie Dramática". Koong ganó el premio "Mejor tema musical" en los Star Awards. 
En 2014, 《幸福不难》 también fue nombrada "Mejor canción de éxito dedicada" por UFM1003. La canción alcanzó el número 1 en la lista iTunes Mandopop de Singapur, manteniendo su puesto número 1 como lanzamientos principales para ese período entre los nombres más importantes de Asia como Stefanie Sun y Eason Chan. Gracias a la recepción popular de la canción, Koong recibió dos premios chinos globales. Premios Golden Chart (全球流行音乐金榜), incluido el "Premio al Artista Destacado" (Singapur, UFM1003), cuyos ganadores anteriores incluyen a JJ Lin y Tanya Chua. También recibió una nominación a "Mejor tema musical" en los prestigiosos 19th Asian Television Awards . 

### 2015-2018: Música para películas [ editar fuente ]
En julio de 2015, se anunció que Koong había escrito, interpretado y producido el tema principal 《心肝》 para la película de Kelvin Tong (Grandma Positioning System)  en la exitosa antología SG50 "7Letters", una película de siete aclamados cineastas de Singapur, Boo Junfeng , Eric Khoo, K Rajagopal, Jack Neo, Tan Pin Pin, Royston Tan y Kelvin Tong. Fue la primera película que se estrenó en el renovado e histórico Capitol Theatre, y todas las entradas para la proyección de tres días se agotaron el mismo día en que se lanzaron las entradas.  "7 Letters" recibió excelentes críticas y una respuesta abrumadora del público, así como una calificación de 4,5/5 en el Straits Times.  Debido a la abrumadora respuesta a la película, se puso a disposición una segunda serie de proyecciones en el Museo Nacional de Singapur del 8 al 10 de agosto, para las cuales todas las entradas se agotaron una vez más en su totalidad. Finalmente se anunció que "7Letters" se estrenaría en los cines Golden Village del 20 al 26 de agosto.  En su entrevista con UWeekly,  Koong compartió que "心肝" se inspiró en la historia de amor del padre fundador de Singapur, el Sr. Lee Kuan Yew, y su esposa. También se mencionó que esta canción habla de aferrarse a los recuerdos y atesorar a las personas que amamos. Es una de sus obras más íntimas hasta la fecha y rinde homenaje al amor y a su país, Singapur. Ella es la productora, productora vocal, compositora e intérprete de la canción, que alcanzó el puesto número 6 en iTunes Mandopop Charts (SG) durante su semana de lanzamiento. En agosto, se anunció que esta aclamada antología SG50 haría su estreno internacional en el Festival Internacional de Cine de Busan 2015 en Corea del Sur.  La película también fue seleccionada por la Comisión de Cine de Singapur como la entrada oficial a la categoría de Mejor Película en Lengua Extranjera de los Oscar. 
Su sencillo de 2015 "All Alone《当世界只剩下我一个人》Sub Theme Song que escribió, interpretó y produjo para 志在四方2 “ The Dream Makers 2 " se estrenó el 4 de diciembre de 2015. La exitosa serie ha presentado obras de destacadas cantantes de Singapur; además de las obras de Koong 幸福不难 y 当世界只剩下我一个人, el drama también presenta obras de Tanya Chua (十万毫升泪水) y Kit Chan, quien interpretó el tema principal 终于 de "The Dream Makers 2".
En agosto de 2016, Koong estuvo entre los tres artistas de Singapur cuyas obras figuraron en el TOP 20 de las listas doradas chinas globales (primera mitad de 2016).  La lista TOP20 incluye a los mejores artistas de la región, incluidos Stefanie Sun, JJ Lin, Jay Chou y Amei .
El 7 de mayo de 2017, Koong recibió el premio "Artista destacada del año" (年度推崇大奖) presentado por el premio UFM100.3 en los Global Chinese Golden Chart Awards (全球流行音乐金榜), que reconoce lo mejor de la música pop china. La ceremonia de premiación se llevó a cabo en el LeSports Center de Beijing con una audiencia de 10.000 personas y se transmitió en vivo a unos 3 millones de espectadores. En esta ceremonia actuaron un total de 20 artistas de toda la región. Incluidos: MayDay , LION狮子合唱团, William Wei , PowerStation, Della Ding Dang, Yisa Yu , Angela Chang, Allen Su y Bii. Koong interpretó su obra ganadora 《当世界只剩下我一个人》.
En su entrevista con Toggle, se mencionó que creó su propia productora musical GoodGirlMusic en 2013 para manejar todas las etapas de la producción musical por su cuenta. Aunque hubo responsabilidades y estrés al producir su propio trabajo, esto ha hecho que su trabajo sea más personal.
El 9 de agosto de 2018, Koong apareció en el episodio preludio de SPOP Sing! (SPOP 听我唱！), un concurso de canto en el que participan destacados artistas, compositores y productores de Singapur en la búsqueda del próximo talento local. Koong sirvió en la serie como mentor (歌唱导师) para los 20 mejores concursantes, mientras que sus actuaciones fueron juzgadas por los conocidos veteranos de la música Billy Koh y Lee Shih Shiong . La gran final de la competición se celebró en Padang el 4 de noviembre de 2018.

### 2018-presente: Premios Creativos de la Academia Asiática
Koong fue anunciada como ganadora nacional por "Mejor canción temática / título" en los prestigiosos premios creativos de la Academia Asiática el 30 de septiembre de 2021, con su trabajo "When It Leads Me Back To You", que escribió, interpretó y produjo para Mediacorp Channel. Serie dramática de 5 "Slow Dancing".

## Gestión
Koong está gestionada de forma independiente por su propia empresa GoodGirlMusic Pte. Limitado. Ltd. GoodGirlMusic también fue anunciada como una de las compañías de producción musical seleccionadas en la convocatoria de propuestas conjunta inaugural de MediaCorp y MDA en 2013 para producir temas musicales para series dramáticas de MediaCorp. 

## Discografía

### Álbumes de estudio y sencillos
| Año  | Nombre                            | Descripción                                                                                    |                                                                    |
| ---- | --------------------------------- | ---------------------------------------------------------------------------------------------- | ------------------------------------------------------------------ |
| 2023 | "Zhi Dao Zui Hou"                 | Sencillo: tema final de " All That Glitters "                                                  |                                                                    |
| 2023 | "Respira de nuevo"                | Tema final del single " Oppa, Saranghae! "                                                     |                                                                    |
| 2021 | "Cuando me lleva de regreso a ti" | Sencillo - Tema musical de Slow Dancing                                                        | Producida por GoodGirlMusic Distribución digital por GoodGirlMusic |
| 2019 | "Sálvame de mi mismo"             | Tema único de Kin                                                                              | Producida por GoodGirlMusic Distribución digital por GoodGirlMusic |
| 2018 | 酸甜苦澀 – Single                 | 電視劇《吃飽沒? 4》主題曲                                                                      | Producida por GoodGirlMusic Distribución digital por GoodGirlMusic |
| 2016 | 《当世界只剩下我一个人》- Single  | Canción subtemática de la exitosa serie dramática de MediaCorp Ch8 The Dream Makers 2志在四方2 | Producida por GoodGirlMusic Distribución digital por GoodGirlMusic |
| 2015 | 《心肝》- Single                  | Tema musical de la película SG50 " 7 letras " – GPS                                            | Producida por GoodGirlMusic Distribución digital por GoodGirlMusic |
| 2013 | 《幸福不难》- Single              | Tema musical de la exitosa serie dramática de MediaCorp Ch8 " The Dream Makers " 志在四方      | Producida por GoodGirlMusic Distribuida por Warner Music Singapore |
| 2012 | 聲. 體. 輿言                      | Álbum                                                                                          | Distribuido por Warner Music Taiwán                                |
| 2010 | 55:38:7                           | Álbum                                                                                          | Distribuido por Rock Records Singapur, Malasia                     |

### Otros créditos de composición
| Año  | Título de la canción | Compositor   | Letrista          | Cantante          | Título del álbum |
| ---- | -------------------- | ------------ | ----------------- | ----------------- | ---------------- |
| 2016 | 独家献映             | Koong 龚芝怡 | 邵建维            | BBF               | 王者之路         |
| 2017 | 想象空间             | Koong 龚芝怡 | 崔惟楷            | 衛蘭              | Janice Vidal     |
| 2018 | 北极光               | Koong 龚芝怡 | 周耀辉            | 苏妙玲            | 北极光           |
| 2018 | 蜂蜜月亮             | Koong 龚芝怡 | Peggy Hsu许 哲 珮 | Valen Hsu许 茹 芸 | 绽放的绽放的绽放 |

## Premios y nominaciones
| Año年 | Premio de ceremonia 颁奖典礼                                 | Categoría 奖项                                                     | Nominación                                    | Resultado 成绩           | Referencia                                 |
| ----- | ------------------------------------------------------------ | ------------------------------------------------------------------ | --------------------------------------------- | ------------------------ | ------------------------------------------ |
| 2014  | Asian Television Awards 亚洲电视奖                           | Best Theme Song 最佳主题曲                                         | 《幸福不难》Theme song for "The Dream Makers" | Nominado To Be Announced |                                            |
| 2014  | Star Awards 新加坡红星大奖                                   | Best Theme Song 最佳主题曲                                         | 《幸福不难》Theme song for "The Dream Makers" | Ganador                  | Star Awards 20: 'Show 1' Winners List      |
| 2014  | 4th Global Chinese Golden Chart Awards 第4届全球流行音乐金榜 | Outstanding Artist Award 年度各各电台推崇大奖(UFM1003)             | Serene Koong 龚芝怡                           | Ganador                  | [ 3 ]                                      |
| 2014  | 4th Global Chinese Golden Chart Awards 第4届全球流行音乐金榜 | Top Dedicated Hit Song 年度各各电台点播冠军(UFM1003)               | 《幸福不难》                                  | Ganador                  | [ 3 ]                                      |
| 2013  | Singapore Hit Awards 第十八届新加坡金曲奖                    | MeRadio Top Downloaded Hit Award (Female Artiste) 下载率最高金曲   | 《幸福不难》                                  | Ganador                  | [ 4 ]                                      |
| 2013  | Singapore Hit Awards 第十八届新加坡金曲奖                    | Best Composition 最佳本地作曲                                      | 《幸福不难》                                  | Nominado                 | [ 5 ]                                      |
| 2013  | Singapore Hit Awards 第十八届新加坡金曲奖                    | Best Lyrics 最佳本地作词                                           | 《幸福不难》                                  | Nominado                 | [ 5 ]                                      |
| 2011  | FreshMusic Awards                                            | Best Local Singer 最佳本地歌手奖                                   | (專輯:55:38:7)                                | Ganador                  | [ 6 ]                                      |
| 2011  | Singapore e-Awards 新加坡 e乐大赏                            | Best Lyrics 最佳作詞                                               | 《平行線》                                    | Nominado                 |                                            |
| 2011  | Star Awards 新加坡红星大奖                                   | Best Theme Song 最佳主题曲                                         | 《在我左右》                                  | Nominado                 | [ 7 ]                                      |
| 2010  | Singapore Hit Awards 第16屆新加坡金曲奖                      | Most Popular Newcomer – 最受歡迎新人奖                             | Serene Koong 龚芝怡                           | Ganador                  | [ 8 ]                                      |
| 2010  | Singapore Hit Awards 第16屆新加坡金曲奖                      | Meritorious Newcomer – 優秀新人獎 (with Yen-J 严爵 & Magic Power ) | Serene Koong 龚芝怡 (專輯:55:38:7)            | Ganador                  | https://zh.wikipedia.org/wiki/新加坡金曲獎 |
| 2010  | Singapore Hit Awards 第16屆新加坡金曲奖                      | Best Local Composition 最佳本地作曲                                | 《明知我爱你》 (词/曲/演唱：龚芝怡)           | Nominado                 | [ 9 ]                                      |
| 2010  | Singapore Hit Awards 第16屆新加坡金曲奖                      | Best Local Singer 最佳本地歌手                                     | Serene Koong 龚芝怡 (專輯:55:38:7)            | Nominado                 | [ 9 ]                                      |